# 神田城
神田城（かんだじょう）は、栃木県那須郡那珂川町にあった日本の城（平城）。国の史跡に指定されている。別名那須城、那須神田城。

## 概要
1125年（天治2年）に那須氏の祖、藤原資家によって築かれ、以後須藤資清に至るまで4代にわたり須藤氏（那須氏）の居城として使われたという。
須藤氏が、6代須藤宗資の時に稲積城へ、平安時代末期には、10代那須資隆の時に高館城に移り住んだ後は、廃城となった。
1984年（昭和59年）7月6日、「那須神田城跡」として国の史跡に指定された。

## 現状
土塁や空堀などの遺構が、良好な形で現存しており、「那須神田城趾公園」として整備されている。
遺構は、方形単郭式の典型的な形態を遺存しており、一部は農地に変わってしまったものの、中世城館の趣を今に伝える数少ない遺跡である。 